# Katta ashula
Katta ashula ist eine Form des traditionellen Gesangs der Völker des Ferghanatals in Usbekistan.
Im Jahr 2009 wurde Katta Ashula von der UNESCO in die Repräsentative Liste des immateriellen Kulturerbes der Menschheit aufgenommen.

## Beschreibung
Katta Ashula, das „große Singen“, ist eine Form des traditionellen Gesangs, die bei den Völkern des Fergana-Tals in Usbekistan verbreitet ist. In der Volkskultur sind auch andere Bezeichnungen für das Lied gebräuchlich, wie Ashulai Kalon, Katta Yalla, „wahrhaftiges“ (hakkoniy) Lied, Patnys oder Patnusaki Ashula, Likobcha Ashula (Lied mit Tablett oder Teller). Während des Auftritts halten Sänger oft ein kleines Metalltablett oder einen Platte in der Hand, um den Klang für das Publikum, das eigene Gehör und den Gesangspartner zu lenken und dem Klang eine bestimmte Klangfarbe zu verleihen.
Die Katta Ashula ist Teil der kulturellen Eigenständigkeit verschiedener Völker des Ferghanatals in Usbekistan und einiger Gebiete in Kirgisistan, Tadschikistan und Kasachstan. In ihrer ursprünglichen Form kombiniert die Katta Ashula Elemente theatralischer Darbietungen, Gesang, instrumentale Musik, orientalische Dichtung und religiöse Rituale.
Die Katta Ashula ist eine alte Form der hochkünstlerischen und professionellen Kunst, ein improvisatorisch-deklamatorisches, emotional-dynamisches und ausdrucksstarkes Genre des Gesangs. Sie hat ihre Wurzeln in den Ritualpraktiken des Dhikr und den spirituellen Gesängen zentralasiatischer Sufi-Bruderschaften sowie in der türksprachigen usbekischen klassischen Poesie und der Kunst der Makom.
Die Katta Ashula ist einer der markanten nationalen Musikstile Usbekistans. Sie wird von zwei oder mehr (bis zu fünf) Sängern abwechselnd und ohne Begleitung vorgetragen. Die Hauptmerkmale dieses Gesangs sind Improvisation, einheitlicher Rhythmus, hohe Tonlage, weites Atemvolumen, freier Stil, Übereinstimmung von Worten und Rhythmus. Das Singen in hohen Tonlagen, das Vorhandensein großer Höhepunkte, die Verständlichkeit der Worte für die Zuhörer und ihre Wirkung sind charakteristisch für diese Gesangsrichtung, die so vielfältige Genres umfasst.
Das Singen der Katta Ashula steht professionell geschulten Volks- und Meistersängern (Hāfiz, Katta Ashulachi, Kori) mit kräftiger und hoher Stimme in einem breiten Stimmumfang sowie Improvisationsfähigkeiten offen. Das Singen der Katta Ashula erfordert spezielle Vorbereitung, Geschicklichkeit und Virtuosität der Sänger. Die mündliche Übermittlung von Gesangstechniken und Fähigkeiten vom Meister auf den Schüler bleibt die Hauptmethode zur Bewahrung des Liedes und seines spirituellen Wertes. Es zeichnet sich durch die lakonische Ausdrucksweise und die Ausdruckskraft der musikalischen Sprache aus, die dynamische musikalische Entwicklung und lebhafte Emotionalität. Die bildhafte Struktur ist mit der traditionellen Lyrik-Philosophie-Poesie verbunden.

## Grundlage des Genres
Die Ghasele von Alisher Navoi, Lutfī, Mashraba, Khazini, Muqimi, Furqat, Zavqiy sind die poetische Grundlage dieses Genres. Seit dem 20. Jahrhundert werden auch Gedichte zeitgenössischer usbekischer Dichter sowie Volksdichtung verwendet. In Bezug auf ihre Thematik lassen sich die Katta Ashula in lyrisch-liebende, philosophische, lehrhafte, religiöse und zeitgenössische Gedichte unterteilen. Die Ursprünge des Genres liegen in den ältesten volkstümlichen Zeremonialgesängen, den großen „Lobgesängen“ wie Marsiya, Navkha, Ayolgou, den landwirtschaftlichen Arbeitsliedern mit ihrer besonderen Kombination aus rezitativischem Beginn und Gesang, sowie in der Rezitation von Zweizeilern in poetischen Ghazelformen (Ghazalhonlik), die im Metrum der aruz geschrieben sind. Gerade der erhabene Inhalt der Gedichte, der Gesang in hohen Tonlagen und die Aufführung im Freien vor einem großen Publikum bei großen Ereignissen wie Festen, Volksfesten und festlichen Feiern haben den Namen des Liedes als „Katta Ashula“ geprägt.